# Constantin Keller (Geistlicher)
Constantin Keller OSB (Ordensname Thaddäus Keller; * 18. April 1778 in Graz; † 4. September 1864 in Gröbming in der Steiermark) war ein österreichischer Ordensgeistlicher, Lehrer und Pomologe.

## Leben
Constantin Keller wurde 1778 in Graz geboren. Er trat 1796 in das Benediktinerstift Admont ein und nahm den Ordensnamen Thaddäus an. 1801 empfing er die Priesterweihe. Von 1802 bis 1803 war er Vikar in der Pfarre der Nachbargemeinde Hall und ab 1804 Präfekt des Hausgymnasiums. Von 1802 bis 1810 war er Gymnasiallehrer und Professor für Katechetik und Pädagogik zu Admont. 1810 wurde er Sakristan und Direktor der Hauptschule in Admont. In diesem Jahr übernahm er die Pfarrstelle in Mautern im Liesingtal, bis er 1824 Pfarrvikar in Gröbming wurde. Von 1824 bis 1826 war er Dekan und Administrator mit Schuldistriktsaufsicht.
In Gröbming lernte er Erzherzog Johann von Österreich kennen, mit dem ihn bald eine enge Freundschaft verband und den er bei seinen Bemühungen um die Förderung der Landwirtschaft in der Steiermark unterstützte. Vor allem um den Obstbau im steirischen Oberland hat sich Keller dabei verdient gemacht. Er hielt zahlreiche Vorträge und legte Obstbaumschulen in Mautern und Gröbming an und verteilte die dort veredelten Bäume kostenlos an die Bauern in der Gegend. Er war von 1819 bis 1824 Vorstand der landwirtschaftlichen Filialen der von Erzherzog Johann gegründeten k.k. Steiermärkischen Landwirtschaftsgesellschaft in Trofaiach und ab 1824 Gröbming.
Keller beschäftigte sich intensiv mit der Obstsortenkunde. Zwischen 1815 und 1840 fertigte er naturgetreue Wachsmodelle von Obstsorten an. Bei den Modellen handelte es sich um Hohlkörper aus bossiertem Wachs. Beim Bossierverfahren wurde von den Originalfrüchten zunächst je ein Gipsabdruck der Ober- und Unterseite hergestellt, der dann dünnwandig mit Wachs ausgegossen wurde. Die Wachsschicht wurde von innen verstärkt, so dass ein stabiles Modell des Originals entstand, das Pater Keller mit echten Blüten und Stielen ergänzte.
Keller stellte mit diesem Verfahren Modelle obersteirischer Obstsorten her; neben den Sorten seiner eigenen Baumschulen formte er auch die Sorten der zum vom Erzherzog Johann gegründeten Joanneum gehörenden Obstbaumschule in Grätz (Graz) ab. Die Modelle verwendete er, um die Kunden der Baumschulen besser beraten und ihnen die Früchte der verschiedenen Obstsorten zeigen zu können. 243 Modelle sind noch heute erhalten und werden im Naturhistorischen Museum des Benediktinerstiftes Admont ausgestellt. Eine Serie von Obstmodellen, die Keller für das Joannum herstellte, ist heute verschollen.

## Ehrungen
- Für seine Verdienste um den Obstbau erhielt Constantin Keller von der k.k. Landwirtschaftsgesellschaft die silberne Preismedaille für Obstbaumzucht.[7]
- Am 16. Februar 1862 wurde ihm das Goldene Verdienstkreuz mit der Krone verliehen.[8]
- Constantin Keller war Ehrenmitglied der Ackerbaugesellschaft Wien sowie der Landwirthschaftsgesellschaft Linz, des Pomologischen Vereins zu Altenburg sowie des Pomologischen Vereins zu Frauendorf.

## Werke
- Katechetik und Pädagogik zum Gebrauch der Vorlesungen, 1812